# Longphort
Longphort (irisch „Schiffshafen“) entstand als Begriff für befestigte Wikingersiedlungen an der Küste Irlands im 9. und 10. Jahrhundert. Longphorts wurden oft an den Unterläufen größerer Flüsse errichtet, so dass die Wikinger sowohl Zugang zum Meer als auch ins Binnenland hatten. Die Camps waren für die Wikinger während ihrer Überfälle auf die Kirchen und Klöster Irlands von Bedeutung. Es wird angenommen, dass später Zweck der Plätze war den Handel in der Region zu erleichtern. Longphorts waren wesentlich für die wirtschaftliche Prosperität der Wikinger. Archäologische Belege zeigen, dass mit Bernstein, Glas aus England, Textilien und Fellen gehandelt wurde.
Das Wort wurde zuerst in den Annalen von Ulster und in den fränkischen Annalen von St. Bertin mit Gründung der Wikingerlager von Linn Duachaill (wahrscheinlich Lis-na-Rann) im County Louth und in Dublin in den 840er Jahren verwendet. Es beschreibt Siedlungen bei Athlunkard (irisch Áth Longfoirt) im County Clare, Dunrally Fort (irisch Longphort Rothlaibh, Dún Rothlaibh) im County Laois, Longford (irisch Longphort Uí Fhearghail) (Longphort der O’Farrells) im County Longford, Rindoon (der Longphort des Wikingers Turgesius im Lough Ree), Woodstown im County Waterford und bei Limerick und wurde möglicherweise durch die nordische Dynastie der Uí Ímair etabliert. Viele Longphorts bestanden nicht lange, andere wie Cork, Dublin, Limerick, Waterford und Wexford wurden urbane Zentren und blieben es bis heute.